# Nicolas de Grigny
Nicolas de Grigny (Reims, bautizado el 8 de septiembre de 1672 - Reims, 30 de noviembre de 1703) fue un organista y compositor francés.

## Biografía
Nicolas de Grigny fue un organista y compositor del Barroco, considerado el más complejo en el manejo del contrapunto y el pináculo de la música de órgano francesa, siendo François Couperin y Louis Marchand sus únicos rivales en el sentido de la armonía y la religiosidad.

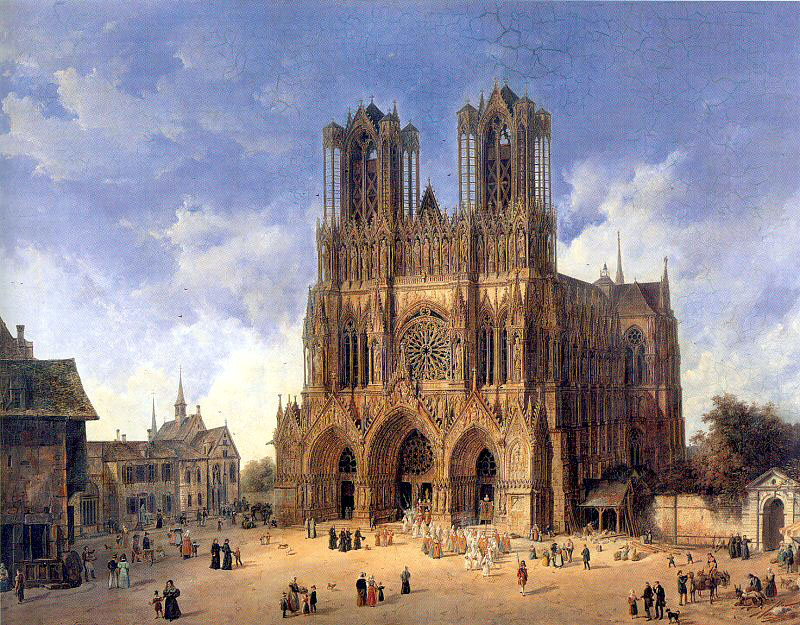
La Catedral de Reims, pintada ca. 1800 por Domenico Quaglio el Joven (1787 - 1837).

Nació en una familia de músicos: su abuelo, su padre y uno de sus tíos eran organistas de distintas iglesias de Reims. De Grigny estudió con Nicolas Lebègue, y en 1693 fue nombrado organista de la Basílica de Saint Denis, cerca de París, donde su hermano era prior. Se casó en 1695 con la hija de un comerciante parisino, madre de sus siete hijos. Al año siguiente regresó a Reims, y en 1697 fue nombrado organista de la Catedral de Reims, cargo que ocupó hasta su temprano fallecimiento.

## Obra
La única obra que se conserva es su Primer libro de órgano (París, 1699, título completo: Premier livre d’orgue contenant une messe et les hymnes des principalles festes de l’année) que contiene una Misa y cinco Himnos:
- Veni Creator (5 partes).
- Pange lingua (3 partes).
- Verbum supernum (4 partes).
- Ave maris stella (4 partes).
- A solis ortus (3 partes).

Johann Sebastian Bach, admirador de De Grigny, disponía de una copia para su uso personal.